# Did You Know That There’s a Tunnel Under Ocean Blvd
Did You Know That There’s a Tunnel Under Ocean Blvd – dziewiąty album studyjny amerykańskiej piosenkarki i autorki tekstów Lany Del Rey, wydany 24 marca 2023 roku nakładem Interscope i Polydor Records. Producentem albumu jest sama Lana Del Rey, Benji Lysaght, Drew Erickson, Jack Antonoff, Laura Sisk, Mike Hermosa i Zach Dawes.
Dwa single i jeden singiel promocyjny poprzedził wydanie albumu. Singiel o tym samym tytule co album, został wydany jako główny singiel z albumu 7 grudnia 2022 roku, za to singiel "A&W" został wydany jako drugi singiel z albumu 14 lutego 2023 roku. Wydanie trzeciego singla, "The Grants", nastąpiło miesiąc później, 14 marca 2023 roku. Album został nominowany do kategorii Album roku i Best Alternative Music Album na 66. ceremonii wręczenia nagród Grammy; czwarty singiel z albumu, "Candy Necklace", został wydany 6 października 2023 roku.
Album otrzymał pozytywne recenzje od krytyków muzycznych. Został sklasyfikowany jako jeden z najlepszych albumów z 2023 roku według różnych publikacji. Komercyjnie album znalazł się na szczycie listy przebojów w ośmiu krajach i osiągnął pierwszą piątkę w ponad 20 krajach, w tym w Stanach Zjednoczonych, gdzie osiągnął trzecie miejsce na amerykańskiej liście Billboard 200.
W polsce album uzyskał certyfikat platynowej płyty.

## Tło
Prace nad albumem rozpoczęły się wkrótce po wydaniu jej ósmego albumu studyjnego, Blue Banisters, w październiku 2021 roku. Del Rey podczas nagrywania albumu śpiewała wszystko, co jej przyszło do głowy. Pierwsza piosenka napisana na album "Fingertips", została nagrana w ten sposób, bez wcześniejszego pisania.
Tunel Jergins, poniżej budynku Jergins Trust w Long Beach w Kalifornii, odwoływany w tytule, jest używany jako symbol wyrażania strachu Del Rey przed zapomnieniem.

## Wydanie i promocja albumu
Pierwotnie album miał mieć premierę 10 marca 2023 roku, ale jego premiera została przesunięta na 24 marca, 13 stycznia 2023 roku, z niewiadomych powodów. Tego samego dnia (13 stycznia 2023) została ujawniona lista utworów. Did You Know That There's a Tunnel Under Ocean Blvd został wydany na całym świecie 24 marca 2023 roku, w kilku formatach, w tym na płycie winylowej lub kasecie.
Aby promować album, Del Rey postanowiła wystąpić w kilku wywiadach promocyjnych. Album został ogłoszony i udostępniony jako pre-order, 7 grudnia 2022 roku.

## Lista utworów
1. "The Grants"
2. "Did You Know There's A Tunnel Under Ocean Blvd"
3. "Sweet"
4. "A&W"
5. "Judah Smith Interlude"
6. "Candy Necklace" (ft. Jon Batiste)
7. "Jon Batiste Interlude"
8. "Kintsugi"
9. "Fingertips"
10. "Paris, Texas" (ft. SYML)
11. "Grandfather Please Stand on the Shoulders of My Father While He's Deep-Sea Fishing"
12. "Let the Light In" (ft. Father John Misty)
13. "Margaret" (ft. Bleachers)
14. "Fishtail"
15. "Peppers" (ft. Tommy Genesis)
16. "Taco Truck x VB"